# Радванув (Любуське воєводство)
Радванув (пол. Radwanów, нім. Seifersdorf) — село в Польщі, у гміні Кожухув Новосольського повіту Любуського воєводства.
Населення — 451 особа (2011).
У 1975-1998 роках село належало до Зеленогурського воєводства.

## Демографія
Демографічна структура станом на 31 березня 2011 року:
|          | Загалом | Допрацездатний вік | Працездатний вік | Постпрацездатний вік |
| -------- | ------- | ------------------ | ---------------- | -------------------- |
| Чоловіки | 236     | 46                 | 172              | 18                   |
| Жінки    | 215     | 42                 | 131              | 42                   |
| Разом    | 451     | 88                 | 303              | 60                   |